# ダニエル電池

ダニエル電池の模式図

ダニエル電池（ダニエルでんち、英: Daniell cell）とはジョン・フレデリック・ダニエルが1836年に発明した電池のことで、起電力1.1ボルトの化学一次電池である。
アレッサンドロ・ボルタが1800年頃発明したボルタ電池は、希硫酸に負極が亜鉛極板、正極が銅極板という組合わせであるが、正極で水素が発生して分極をおこし、すぐに起電力がなくなる欠点があった。ダニエル電池は素焼きの容器で電解液を分離し（塩橋）、正極に硫酸銅(II)水溶液、負極に硫酸亜鉛溶液を用いることによって起電力の変化が少なく、気体も発生しない実用性が向上した電池となった。
ダニエル電池の放電を持続させるためには、ZnSO4水溶液の濃度を薄く、CuSO4水溶液の濃度を濃くすると良い。こうすると電解質濃淡電池の原理も利用できるからである。

## 各水溶液での化学変化について
{\displaystyle {\ce {(-) Zn | ZnSO4aq | CuSO4aq | Cu (+)}}}
- 負極 : {\displaystyle {\ce {Zn->Zn^{2+}\ +2{\mathit {e}}^{-}}}}       亜鉛が亜鉛イオンに変化、電子が発生
- 正極 : {\displaystyle {\ce {Cu^{2+}\ +2{\mathit {e}}^{-}->Cu}}}       銅イオンが電子を受け取り、銅に変化
- 全体 : {\displaystyle {\ce {Zn\ + Cu^{2+}-> Zn^{2+}\ + Cu}}}        亜鉛が亜鉛イオン、銅イオンが銅に変化